# Theraphosa leblondi Toxin 2
TlTx2 (synonym Kappa-theraphotoxin-Tb1b) ist ein Protein und Neurotoxin, das von der Riesenvogelspinne Theraphosa blondi (Synonym: T. leblondi) gebildet wird.

## Eigenschaften
TlTx2 wird in den Giftdrüsen gebildet, wie auch TlTx1 und TlTx3. Es hemmt spannungsgesteuerte Kaliumkanäle des Typs Kv4.2/KCND2 mit einer IC50 von 800 nM durch Verschiebung der Aktivierung des Kanals hin zu stärkerer Depolarisation. Vermutlich bindet TlTx2 an den S3-S4-Linker in der spannungsabhängigen Proteindomäne des Kanals. Es ist verwandt mit Heteropodatoxinen und Phrixotoxinen. Es besitzt drei Disulfidbrücken.
Die Toxine TlTx1-3 können durch Massenspektrometrie und durch Edman-Abbau unterschieden werden.